# Klimmen-Ransdaal vasútállomás
Klimmen-Ransdaal vasútállomás vasútállomás Hollandiában, Voerendaal községben, Klimmen településen.

## Vasútvonalak
Az állomást az alábbi vasútvonalak érintik:
- Heerlen–Schin op Geul-vasútvonal
- Heuvellandlijn

## Kapcsolódó állomások
A vasútállomáshoz az alábbi állomások vannak a legközelebb:
- Voerendaal vasútállomás (északkelet)
- Schin op Geul vasútállomás (délnyugat)